# Ainderby Quernhow
Ainderby Quernhow is een civil parish in het Engelse graafschap North Yorkshire.